# Stawyszcze (obwód charkowski)
Stawyszcze (ukr. Ставище) – wieś na Ukrainie, w obwodzie charkowskim, w rejonie kupiańskim. W 2001 liczyła 64 mieszkańców, spośród których 57 posługiwało się językiem ukraińskim, 4 rosyjskim, a 3 mołdawskim.